# Nógrádi Árpád (labdarúgó)
Nógrádi Árpád (Balassagyarmat, 1983. március 14. –) magyar labdarúgó.

## Sikerei, díjai
Ferencvárosi TC
- Magyar bajnokság
  - bajnok: 2003–04
  - ezüstérmes: 2004–05
- Magyar kupa
  - győztes: 2003–04
  - döntős: 2004–05